# 래드브룩스
래드브룩스(Ladbrokes Coral Group plc)는 영국의 도박 회사이다. 1886년에 설립되었으며 본사는 런던 스트랫퍼드에 있다. 1999년 5월 14일부터 2006년 2월 23일까지는 미국의 힐튼 호텔 & 리조트가 소유하고 있었기 때문에 힐튼 그룹(Hilton Group plc)이라는 이름을 사용했다. 런던 증권거래소에 상장되어 있다.